# Poëzat
Poëzat település Franciaországban, Allier megyében. Lakosainak száma 152 fő (2022. január 1.). Poëzat Charmes, Gannat és Saint-Genès-du-Retz községekkel határos.

## Népesség
A település népességének változása:
| Lakosok száma | 97   | 108  | 127  | 113  | 136  | 144  | 148  | 151  | 151  | 152  |
|               | 1968 | 1982 | 1990 | 2006 | 2013 | 2015 | 2017 | 2019 | 2020 | 2022 |